# Озброєння та військова техніка ЗС США
Список озброєння та військової техніки Збройних сил США — перелік озброєння, військової техніки, зброї та спеціального оснащення, що перебуває на озброєнні у Збройних силах Сполучених Штатів Америки (за винятком кораблів та суден США).

## Зброя
| Назва                                 | Фото             | Тип                                   | Калібр                                                   | Види ЗС                    | Прим. |
| Стрілецька зброя                      | Стрілецька зброя | Стрілецька зброя                      | Стрілецька зброя                                         | Стрілецька зброя           | Стрілецька зброя |
| Пістолети                             | Пістолети        | Пістолети                             | Пістолети                                                | Пістолети                  | Пістолети |
| ------------------------------------- | ---------------- | ------------------------------------- | -------------------------------------------------------- | -------------------------- | --- |
| Beretta M9                            |                  | самозарядний пістолет                 | 9×19 мм Парабелум                                        | Армія, ПС, БО, КМП, ВМС    | стандартна особиста зброя здійснюється заміна на SIG Sauer M17                                                                                                 |
| P226                                  |                  | самозарядний пістолет                 | 9×19 мм Парабелум                                        | Армія, КМП, ПС, ВМС, БО    | |
| SIG P228 & P229                       |                  | самозарядний пістолет                 | 9×19 мм Парабелум                                        | Армія, ПС                  | |
| M17                                   |                  | самозарядний пістолет                 | 9×19 мм Парабелум                                        | Армія, КМП, ПС, ВМС, КС    | |
| M1911                                 |                  | самозарядний пістолет                 | .45 ACP                                                  | Армія, ПС, БО, КМП, ВМС    | M1911 перебуває в обмеженому користуванні; також існує модифікована версія пістолету Kimber ICQB для Командування спеціальних операцій корпусу морської піхоти |
| MEU(SOC)                              |                  | самозарядний пістолет                 | .45 ACP                                                  | КМП                        | використовується тільки Експедиційними силами морської піхоти США                                                                                              |
| Mark 23                               |                  | самозарядний пістолет                 | .45 ACP                                                  | ССО                        | |
| Glock 19                              |                  | самозарядний пістолет                 | 9×19 мм Парабелум                                        | ССО                        | використовується тільки Командуванням спеціальних операцій корпусу морської піхоти                                                                             |
| HK45                                  |                  | самозарядний пістолет                 | .45 ACP                                                  | ССО                        | використовується тільки Силами військово-морських спеціальних операцій                                                                                         |
| P11                                   |                  | пістолет для стрільби під водою       | 7,62×36 мм                                               | ССО                        | використовується лише морськими котиками Сил військово-морських спеціальних операцій                                                                           |
| Автоматична особиста зброя            |                  |                                       |                                                          |                            | |
| M16A2                                 |                  | автоматична гвинтівка                 | 5,56×45 мм НАТО                                          | Армія, ПС, БО, КМП, ВМС    | Практично вийшла з користування; залишається в обмеженій кількості в окремих підрозділах                                                                       |
| M16A4                                 |                  | автоматична гвинтівка                 | 5,56×45 мм НАТО                                          | КМП, Армія                 | |
| M4                                    |                  | карабін                               | 5,56×45 мм НАТО                                          | Армія, ПС, БО, КМП, ВМС    | Стандартна індивідуальна стрілецька зброя усіх ЗС |
| HK416                                 |                  | карабін                               | 5,56×45 мм НАТО                                          | ССО                        | |
| HK417                                 |                  | автоматична гвинтівка                 | 7,62×51 мм НАТО                                          | ВМС                        | |
| Mk17 Mod 0                            |                  | штурмова гвинтівка                    | 7,62×51 мм НАТО                                          | ССО                        | |
| CQBR                                  |                  | штурмова гвинтівка                    | 5,56×45 мм НАТО                                          | ССО, БО, ВМС               | |
| M14                                   |                  | гвинтівка                             | 7,62×51 мм НАТО                                          | Армія, ПС, БО, КМП, ВМС    | В обмеженій кількості, в основному використовується для церемоніальних процедур                                                                                |
| MP5                                   |                  | пістолет-кулемет                      | 9×19 мм Парабелум                                        | Армія, ПС, КМП, ВМС, ССО   | |
| MP7                                   |                  | пістолет-кулемет                      | 4,6×30 мм                                                | Армія, ВМС, ССО            | |
| Рушниці                               |                  |                                       |                                                          |                            | |
| 500 MILS                              |                  | рушниця                               | 12-gauge                                                 | Армія, ПС, КМП, ВМС        | також варіант 500M MILS |
| M870                                  |                  | рушниця                               | 12-gauge                                                 | Армія, КМП, ВМС            | |
| M26 MASS                              |                  | рушниця                               | 12-gauge                                                 | Армія                      | |
| Снайперські та марксманські гвинтівки |                  |                                       |                                                          |                            | |
| Mk 14 EBR                             |                  | марксманська гвинтівка                | 7,62×51 мм НАТО                                          | ССО, Армія, БО             | |
| SAM-R                                 |                  | марксманська гвинтівка                | 5,56×45 мм НАТО                                          | КМП                        | |
| SDM-R                                 |                  | марксманська гвинтівка                | 5,56×45 мм НАТО                                          | Армія                      | |
| Mk 12 SPR                             |                  | снайперська/марксманська гвинтівка    | 5,56×45 мм НАТО                                          | ССО                        | З 2017 року замінюється на Mk 17 Mod 0 |
| M110 SASS                             |                  | снайперська/марксманська гвинтівка    | 7,62×51 мм НАТО                                          | Армія (як CSASS), КМП, ССО | На заміну M39 & Mk 11 (для морської піхоти) та Mk 14 EBR (для армії)                                                                                           |
| M110A1                                |                  | снайперська/марксманська гвинтівка    | 7,62×51 мм НАТО                                          | Армія, КМП, ССО            | |
| M24                                   |                  | снайперська гвинтівка                 | 7,62×51 мм НАТО                                          | Армія, ПС, ССО             | |
| M2010 ESR                             |                  | снайперська гвинтівка                 | .300 Winchester Magnum                                   | Армія                      | |
| Mk 21 PSR                             |                  | снайперська гвинтівка                 | .338 Lapua Magnum .300 Winchester Magnum 7,62×51 мм НАТО | Армія                      | |
| M107                                  |                  | великокаліберна снайперська гвинтівка | 12,7×99 мм НАТО                                          | Армія, ПС, КМП, ВМС, ССО   | |
| Кулемети                              |                  |                                       |                                                          |                            | |
| M240                                  |                  | єдиний кулемет                        | 7,62×51 мм НАТО                                          | Армія, ПС, БО, КМП, ВМС    | |
| M60                                   |                  | єдиний кулемет                        | 7,62×51 мм НАТО                                          | Армія, ССО                 | |
| Mk48                                  |                  | єдиний кулемет                        | 7,62×51 мм НАТО                                          | ССО                        | |
| M249                                  | ceneter          | легкий кулемет                        | 5,56×45 мм НАТО                                          | Армія, ПС, КМП, ВМС        | модифікація бельгійського кулемета FN Minimi |
| M27 IAR                               |                  | легкий кулемет                        | 5,56×45 мм НАТО                                          | КМП                        | |
| Гранатомети                           |                  |                                       |                                                          |                            | |
| M203                                  |                  | Підствольний гранатомет               | 40-мм гранати                                            | Армія, ПС, КМП, ВМС        | |
| Mk 19                                 |                  | автоматичний гранатомет               | 40-мм гранати                                            | Армія, ПС, КМП, ВМС        | |
| Mk 47 Striker                         |                  | автоматичний гранатомет               | 40-мм гранати                                            | ССО                        | |
| Важка стрілецька зброя                |                  |                                       |                                                          |                            | |
| M61 Vulcan                            |                  | 6-ти ствольний кулемет Гатлінга       | 20×102 мм                                                | Армія, ПС, КМП, ВМС        | |
| M134                                  |                  | 6-ти ствольний кулемет Гатлінга       | 7,62×51 мм НАТО                                          | Армія, ПС, КМП, ВМС        | |
| M2 HMG                                |                  | важкий кулемет                        | .50 BMG                                                  | Армія, ПС, КМП, ВМС        | |
| М1919                                 |                  | важкий кулемет                        | .50 BMG                                                  | Армія, ПС, КМП, ВМС        | |
| Протитанкова зброя                    |                  |                                       |                                                          |                            | |
| FGM-148 Javelin                       |                  | ПТРК                                  | 127-мм                                                   | Армія, КМП                 | |
| AT4                                   |                  | реактивна протитанкова граната        | 84-мм                                                    | Армія, ПС, КМП, ВМС        | |
| M72 LAW                               |                  | реактивна протитанкова граната        | 66-мм                                                    | Армія, ПС, КМП, ВМС        | |
| M3 MAAWS                              |                  | протитанкова безвідкатна гармата      | 84×246-мм R                                              | Армія, ССО                 | |
| SMAW                                  |                  | ручний протитанковий гранатомет       | 83,5-мм                                                  | Армія, КМП                 | |
| Засоби ППО                            |                  |                                       |                                                          |                            | |
| FIM-92 Stinger                        |                  | ПЗРК                                  |                                                          | Армія, КМП                 | |
| Міномети                              |                  |                                       |                                                          |                            | |
| M120                                  |                  | міномет                               | 120-мм міни                                              | Армія, КМП                 | |
| M252                                  |                  | міномет                               | 81-мм міни                                               | Армія, КМП                 | |
| M224                                  |                  | міномет                               | 60-мм міни                                               | Армія, КМП                 | |

## Військова техніка

### Літаки
| Назва                                          | Фото                                       | Опис                                                                                     | Вид ЗС                                     | Модифікація                                    | Кількість                                  | Прим. |
| Штурмовики/літаки безпосередньої підтримки     | Штурмовики/літаки безпосередньої підтримки | Штурмовики/літаки безпосередньої підтримки                                               | Штурмовики/літаки безпосередньої підтримки | Штурмовики/літаки безпосередньої підтримки     | Штурмовики/літаки безпосередньої підтримки | Штурмовики/літаки безпосередньої підтримки |
| ---------------------------------------------- | ------------------------------------------ | ---------------------------------------------------------------------------------------- | ------------------------------------------ | ---------------------------------------------- | ------------------------------------------ | --- |
| Fairchild Republic A-10 Thunderbolt II Warthog |                                            | безпосередня авіаційна підтримка, передовий повітряний контроль                          | ПС                                         | A-10COA-10A                                    | 284                                        | У планах модернізації, починаючи з 2028 або пізніше розраховується замінити на F-35 Lightning II; версія OA-10 є літаком спостереження |
| Lockheed AC-130 Spectre                        |                                            | безпосередня авіаційна підтримка, повітряне загородження та прикриття військ на полі бою | ПС                                         | AC-130H Spectre AC-130U Spooky II              | 21                                         | 16 AC-130J планується на заміну AC-130H; |
| стратегічні бомбардувальники                   |                                            |                                                                                          |                                            |                                                |                                            | |
| Rockwell/Boeing B-1 Lancer                     |                                            | багатоцільовий стратегічний бомбардувальник далекої дії                                  | ПС                                         | B-1B                                           | 43                                         | Єдиний надзвуковий бомбардувальник у складі ПС США планується утримувати на службі до 2030-х років; на заміну розробляється NGB |
| Northrop Grumman B-2 Spirit                    |                                            | стратегічний бомбардувальник технології «стелс»                                          | ПС                                         | B-2A                                           | 20                                         | |
| B-21 Raider                                    |                                            | стратегічний бомбардувальник технології «стелс»                                          | ПС                                         |                                                | 1 (≈100)                                   | поставки з 2026 року |
| Boeing B-52 Stratofortress                     |                                            | багатофункціональний важкий наддальній стратегічний бомбардувальник-ракетоносець         | ПС                                         | B-52AB-52BB-52CB-52DB-52EB-52FB-52GB-52HRB-52C | 72                                         | На озброєнні до 2045; в експлуатації перебуває тільки варіант B-52H Stratofortress |
| Військово-транспортні літаки                   |                                            |                                                                                          |                                            |                                                |                                            | |
| Grumman/ Northrop Grumman C-2 Greyhound        |                                            | транспортний літак палубного базування                                                   | ВМС                                        | C-2AC-2A(R)                                    | 58                                         | Модифікована версія на базі літака РЕБ E-2 Hawkeye |
| Lockheed C-5 Galaxy                            |                                            | стратегічний військово-транспортний літак підвищеної вантажопідйомності                  | ПС                                         | C-5AC-5BC-5CC-5M Super Galaxy                  | 52                                         | C-5A зняті з озброєння; C-5B та C-5C удосконалюються до рівня C-5M |
| Beechcraft C-12 Huron                          |                                            | пасажирсько-вантажний літак: літак спостереження                                         | Армія, ПСАрмія, ПСАрмія, ПС                | C-12CC-12DC-12FC-12JMC-12W                     | 69                                         | |
| Boeing C-17 Globemaster III                    |                                            | стратегічний військово-транспортний літак                                                | ПС                                         | C-17A                                          | 157                                        | 223 од. заплановані |
| Gulfstream C-20                                |                                            | пасажирський літак                                                                       | ВМСПСАрміяВМСПСВМСАрмія                    | C-20AC-20BC-20CC-20DC-20HC-20GC-20J            | 19                                         | C-20 |
| C-21A                                          |                                            | пасажирський літак                                                                       | ПС                                         |                                                | 56                                         | |
| Alenia C-27J Spartan                           |                                            | середній військово-транспортний літак                                                    | ПС                                         | C-27J                                          | 13                                         | Загалом планується мати 38 одиниць спільного проекту США-Італія |
| Boeing C-32                                    |                                            | пасажирський літак                                                                       | ПС                                         | C-32                                           | 6                                          | |
| Gulfstream C-37                                |                                            | пасажирський літак                                                                       | Армія, ПС ВМС, БО                          | C-37AC-37B                                     | 14                                         | |
| Boeing C-40 Clipper                            |                                            | пасажирський літак                                                                       | ВМСПС                                      | C-40AC-40BC-40C                                | 21                                         | |
| Lockheed C-130 Hercules                        |                                            | тактичний військово-транспортний літак                                                   | ПС                                         | C-130AC-130BC-130EC-130HC-130H-30              | 172                                        | C-130J на заміну C-130E; 129 C-130J заплановано придбати;C-130A, C-130B та C-130C зняті з озброєння |
| Lockheed Martin C-130J Super Hercules          |                                            | тактичний військово-транспортний літак                                                   | ПС                                         | C-130JC-130J-30                                | 89                                         | C-130J на заміну C-130E |
| Lockheed HC-130                                |                                            | військово-транспортний літак сил спеціальних операцій                                    | ПС, БО                                     | HC-130HHC-130JHC-130PHC-130P/N                 | 64                                         | |
| C-145 Skytruck                                 |                                            | легкий багатоцільовий транспортний літак скороченого зльоту та посадки                   | AFSOC                                      | C-145                                          | 10                                         | розробка польської авіакомпанії PZL Mielec на основі ліцензійного Ан-28 |
| літаки дальнього радіолокаційного стеження     |                                            |                                                                                          |                                            |                                                |                                            | |
| Grumman/Northrop Grumman E-2 Hawkeye           |                                            | Всепогодний літак ДРЛС палубного базування                                               | ВМС                                        | E-2AE-2BE-2CE-2DTE-2A                          | 75                                         | E-2A та E-2B зняті з озброєння;E-2C замінять на E-2D, починаючи з 2014; TE-2A навчальна версія літака |
| Boeing E-3 Sentry                              |                                            | Літак дальнього радіолокаційного стеження (АВАКС)                                        | ПС                                         | E-3BE-3C                                       | 2210                                       | |
| Boeing E-4 Nightwatch                          |                                            | Повітряний командний пункт                                                               | ПС                                         | E-4AE-4B                                       | 4                                          | E-4A згодом модифіковані до рівня E-4B |
| Boeing E-6 Mercury                             |                                            | морський ретрансляційний центр повітряного базування/повітряний командний пункт          | ВМС                                        | E-6AE-6B                                       | 16                                         | E-6A пізніше удосконалений до рівня E-6B |
| Northrop Grumman E-8 Joint STARS               |                                            | Повітряна платформа управління бойовими діями                                            | ПС                                         | E-8AE-8BE-8C                                   | 16                                         | E-8A прототип; E-8B серійна версія, однак перевага віддана E-8C, через те, що його виробництво шляхом модернізації існуючих літаків опинилося дешевше. |
| Літаки РЕБ                                     |                                            |                                                                                          |                                            |                                                |                                            | |
| Grumman EA-6 Prowler                           | .                                          | Літак РЕБ палубного базування                                                            | КМП                                        | EA-6A Electric IntruderEA-6B Prowler           | 170                                        | EA-6A створений на основі знятого з озброєння палубного штурмовика A-6 Intruder за рахунок оснащення апаратурою РЕБ; пізніше удосконалений до рівня EA-6B Prowler, спеціального літака РЕ боротьби; у планах заміна на сучасні версії EA-18G Growler. У середині 2015 планувалося зняти з озброєння ВМС. |
| Boeing EA-18G Growler (Grizzly)                |                                            | Літак РЕБ палубного базування                                                            | ВМС                                        | EA-18G                                         | 108                                        | Літаки користуються позивним Grizzly при радіообмінах для запобігання помилок з версіями «Prowler» та «Growler»; 114 замовлено; EA-18G є модифікованою версією F/A 18 Hornet; згодом планується замінити ним EA-6A Prowler |
| Lockheed EC-130H Compass Call                  |                                            | Літак РЕБ                                                                                | ПС                                         | EC-130HEC-130H Block 30EC-130H Block 35        | 14                                         | |
| Літаки-заправники                              |                                            |                                                                                          |                                            |                                                |                                            | |
| McDonnell Douglas KC-10 Extender               | .                                          | Літак-заправник                                                                          | ПС                                         |                                                | 59                                         | |
| Boeing KC-135 Stratotanker                     | .                                          | Літак-заправник                                                                          | ПС                                         | KC-135EKC-135QKC-135RKC-135T                   | 415                                        | |
| Винищувачі панування в повітрі                 |                                            |                                                                                          |                                            |                                                |                                            | |
| McDonnell Douglas F-15 Eagle                   |                                            | Винищувач панування в повітрі                                                            | ПС                                         | F-15AF-15BF-15CF-15D                           | 168                                        | F-15A та F-15B зняті з озброєння, частково замінені на F-22; розрахунковий термін перебування на службі до 2025 |
| Lockheed Martin F-22 Raptor                    |                                            | Винищувач панування в повітрі                                                            | ПС                                         | F-22A                                          | 177                                        | Разом з F-15 є літаками завоювання панування у повітряному просторі, але функційно призначення дещиця відрізняються. Основним призначенням F-15 є ведення повітряного бою з винищувачами противника, у той час, як завданням F-22 є знищення літальних апаратів ворога на максимально можливій відстані без необхідності наближення на загрозливі дистанції. |
| Багатоцільові винищувачі                       |                                            |                                                                                          |                                            |                                                |                                            | |
| F-15E Strike Eagle                             |                                            | багатоцільовий винищувач                                                                 | ПС                                         | F-15E                                          | 203                                        | |
| General Dynamics F-16 Fighting Falcon          |                                            | багатоцільовий винищувач                                                                 | ПС                                         | F-16C/F-16D                                    | 936                                        | Замінюватиметься на F-35A з 2025; Повітряні сили припинили закупівлю F-16 для власних потреб, водночас винищувач продовжує вироблятися на експорт. |
| McDonnell Douglas F/A-18 Hornet                |                                            | багатоцільовий винищувач палубного базування                                             | ВМС                                        | F/A-18AF/A-18BF/A-18CF/A-18D                   | 1 480                                      | Планується замінити на F-35C; 565 F/A-18E, F/A 18F Super hornet залишаються на службі |
| Boeing F/A-18E/ F/A18F Super Hornet            |                                            | багатоцільовий винищувач палубного базування                                             | ВМС                                        | F/A18EF/A-18FF/A-18E/F                         | 500                                        | На службі з 2015 і здогадно до 2015 |
| Lockheed Martin F-35 Lightning II              |                                            | удосконалений багатоцільовий винищувач                                                   | ПСКМПВМС                                   | F-35AF-35BF-35C                                | 118                                        | На майбутнє планується на заміну усім літакам свого класу, за винятком F-22 Raptor. Разом з F-22 Raptor вони повинні забезпечити Повітряні сили, ВМС та Корпус морської піхоти повноцінними багатоцільовими літаками, придатними до виконання завдань за призначенням. На F-35 покладатимуться завдання Удосконаленого багатоцільового бойового літака (англ. Advanced Multi-role combat aircraft), у той час, як F-22 виконуватиму роль Винищувача завоювання панування у повітрі (англ. Air Superiority Fighter). |

### Гелікоптери/ЛВЗП/Конвертоплани
| Назва                   | Фото       | Вид ЗС        | Тип                                                                  | Модифікація                                           | Кількість    | Прим. |
| VSTOL/VTOL              | VSTOL/VTOL | VSTOL/VTOL    | VSTOL/VTOL                                                           | VSTOL/VTOL                                            | VSTOL/VTOL   | VSTOL/VTOL |
| ----------------------- | ---------- | ------------- | -------------------------------------------------------------------- | ----------------------------------------------------- | ------------ | --- |
| AV-8B Harrier II        |            | КМП           | Штурмовикнавчальний літак                                            | AV-8BTAV-8B                                           | 9919         | Замінюватиметься на F-35B; оригінал літака розроблений британським авіаційним конструкторським бюро Hawker Siddeley Harrier             |
| Bell Boeing V-22 Osprey |            | КМППС         | транспортний конвертоплан                                            | MV-22BCV-22B                                          | 12617        | планується придбати 360планується придбати 50                                                                                           |
| Гелікоптери             |            |               |                                                                      |                                                       |              | |
| AH-1 Super Cobra        |            | КМП           | ударний вертоліт                                                     | AH-1W Cobra                                           | 168          | Буде модифікований/удосконалений до рівня AH-1Z Viper                                                                                   |
| AH-1Z Viper             |            | КМП           | ударний вертоліт                                                     | AH-1Z                                                 | 28           | 189 планується мати |
| AH-64 Apache            |            | Армія         | ударний вертоліт                                                     | AH-64AAH-64D Apache Longbow                           | 107619       | |
| CH-47 Chinook           |            | Армія         | десантно-транспортний гелікоптер                                     | CH-47DCH-47F                                          | 39448        | 190 CH-47F замовлено |
| CH-53 Sea Stallion      |            | КМП           | десантно-транспортний гелікоптер                                     | CH-53E Super Stallion                                 | 139          | |
| EH-60 Quick Fix         |            | Армія         | Гелікоптер РЕБ                                                       | EH-60A                                                | 64           | |
| HH-60 Jay Hawk          |            | БО            | пошуково-рятувальний гелікоптер                                      | HH-60JHH-60T                                          | 41           | |
| HH-60 Pave Hawk         |            | ПС            | пошуково-рятувальний гелікоптер                                      | HH-60G                                                | 99           | |
| HH-65 Dolphin           |            | БО            | пошуково-рятувальний гелікоптер                                      | MH-65CMH-65DMH-65E                                    | 101          | Французький вертоліт на службі БО США                                                                                                   |
| MH-6 Little Bird        |            | Армія         | багатоцільовий/ ударний гелікоптер сил спеціальних операцій          | AH/MH-6JAH/MH-6MA/MH-6XAH-6CAH-6FAH-6GEH-6EMH-6EMH-6H | ---          | |
| MH-60 Black Hawk        |            | Армія         | багатоцільовий гелікоптер                                            | MH-60KMH-60L                                          | 2335         | |
| OH-58 Kiowa             |            | Армія         | Озброєний легкий розвідувальний вертоліт                             | OH-58AOH-58COH-58D Kiowa Warrior                      | 150210368    | A/C моделі замінюватимуться на UH-72 Lakota                                                                                             |
| SH-60 Seahawk           |            | ВМС           | Пошуково-рятувальний вертолітБагатоцільовий гелікоптерГелікоптер ПЧО | HH-60HMH-60RMH-60SSH-60BSH-60F                        | 497614512960 | 300 планується придбати273 планується придбати                                                                                          |
| T-57 Sea Ranger         |            | ВМС           | навчальний вертоліт                                                  | TH-57BTH-57C                                          | 4485         | |
| TH-67 Creek             |            | Армія         | навчальний вертоліт                                                  | TH-67                                                 | 172          | Сумісна розробка США-Канада |
| UH-1 Iroquois           |            | ПСАрмія ПСКМП | навчальний/багатоцільовий вертоліт                                   | TH-1UH1-HUH-1NUH-1Y                                   | 271758831    | UH-1Y виготовляється на заміну UH-1N; UH-1H, що перебуває на озброєнні Армії замінюватиметься U-72 Lakota; UH-1N Twin Huey; UH-1Y Venom |
| UH-60 Black Hawk        |            | Армія         | багатоцільовий гелікоптер                                            | UH-60AUH-60LUH-60M                                    | 751592100    | 1 227 заплановано придбати |
| UH-72 Lakota            |            | Армія         | багатоцільовий гелікоптер                                            | UH-72A                                                | 250          | 345 заплановано придбати |

### Космічні апарати
| Назва            | Фото             | Тип                               | Вид ЗС           | Кількість        | Прим. |                  |
| Космічні апарати | Космічні апарати | Космічні апарати                  | Космічні апарати | Космічні апарати | Космічні апарати                                                                                             | Космічні апарати |
| ---------------- | ---------------- | --------------------------------- | ---------------- | ---------------- | --- | ---------------- |
| Delta IV         |                  | ракета-носій                      | непридатна       |                  | Останній запуск Delta IV-M+ у військових цілях у рамках програми Wideband Global SATCOM стався 24 липня 2015 |                  |
| Супутники GPS    |                  | навігаційно-обчислювальна система | усі              | 30               | |                  |

### Наземна бойова техніка
| Назва                                  | Фото                  | Вид ЗС                                            | Кількість             | Модифікація | Прим.                                                                                             |                       |
| основний бойовий танк                  | основний бойовий танк | основний бойовий танк                             | основний бойовий танк | основний бойовий танк | основний бойовий танк                                                                             | основний бойовий танк |
| -------------------------------------- | --------------------- | ------------------------------------------------- | --------------------- | --- | ------------------------------------------------------------------------------------------------- | --------------------- |
| M1 Abrams                              |                       | Армія, КМП                                        | 6 343                 | M1A1 MBTM1A2 MBTM104 Wolverine Bridge LayerM1 Assault Breacher VehicleM1 Panther II Mine Clearing Blade/Roller System |                                                                                                   |                       |
| Бойова машина піхоти                   |                       |                                                   |                       | |                                                                                                   |                       |
| M2 Bradley                             |                       | Армія                                             | 6 724                 | M2A3 Bradley IFVM3 Recon VehicleM4 Command and Control VehicleBradley Stinger Fighting VehicleM6 Linebacker Air DefenseBradley Engineer Squad Vehicle |                                                                                                   |                       |
| Бронетранспортер                       |                       |                                                   |                       | |                                                                                                   |                       |
| M113                                   |                       | Армія, ПС                                         | 6 000                 | M58 WolfM113 AMEVM548A3 Cargo CarrierM90A13 Improved TOW VehicleM106A43 Mortar CarrierM1064 Mortar Carrier |                                                                                                   |                       |
| Stryker                                |                       | Армія, КМП, ПС                                    | 4 187                 | M1126 Infantry Carrier VehicleM1127 Reconnaissance VehicleM1128 Mobile Gun SystemM1129 Mortar CarrierM1130 Commander's VehicleM1131 Fire Support VehicleM1132 Engineer Squad VehicleM1133 Medical Evacuation VehicleM1134 Anti-Tank Guided Missile VehicleM1135 Nuclear, Biological, Chemical, Reconnaissance Vehicle                                                                     |                                                                                                   |                       |
| LAV-25                                 |                       | КМП                                               | 1 500                 | LAV-25A2 (Amphibious recon vehicle)LAV-AT (Anti-Tank)LAV-M (Mortar Carrier)LAV-R (Recovery vehicle)LAV-AD (Air Defense)LAV-C2 (Command and Control)LAV-LOG (Logistics)LAV-MEWSS (Mobile Electronic Warfare Support System) | амфібійна бойова машина                                                                           |                       |
| AAV-P7                                 |                       | КМП                                               | 1 311                 | AAVP-7A1 (Personnel)AAVC-7A1 (Command)AAVR-7A1(Recovery) | амфібійна бойова машина                                                                           |                       |
| MRAP                                   |                       |                                                   |                       | |                                                                                                   |                       |
| RG-31 Nyala                            |                       | Армія                                             | 1 964                 | Версія армії США RG-31 Charger | Оригінальна розробка RG-31 — Південна Африка                                                      |                       |
| RG-33                                  |                       | Армія                                             | 1 735                 | RG-33 | Оригінальна розробка RG-33 — Південна Африка                                                      |                       |
| Кугуар                                 |                       | Армія, КМП, ПС                                    | 3 500 замовлено       | Версія Cougar Hardened Engineering VehicleВерсія Cougar Joint EOD Response Vehicle |                                                                                                   |                       |
| International MaxxPro                  |                       | КМП, Армія                                        | 5 250 замовлено       | MaxxPro DashMRV |                                                                                                   |                       |
| BAE Caiman                             |                       | КМП, Армія                                        | 2 800 замовлено       | ----- |                                                                                                   |                       |
| Oshkosh M-ATV                          |                       | Армія, КМП                                        | 8 108 замовлено       | --- |                                                                                                   |                       |
| Buffalo MPV                            |                       | Армія, КМП, ПС, ВМС                               | 200                   | ---- |                                                                                                   |                       |
| бронеавтомобіль                        |                       |                                                   |                       | |                                                                                                   |                       |
| Humvee                                 |                       | Армія, КМП, ПС, ВМС, БО                           | 260 000               | ADSGround Mobility Vehicle (варіант для ССО)IMETSZEUS-HLONSM1097 Heavy HMMWV AvengerM1097A2 Unarmored Cargo/Troop/Air-defense CarrierM1114 Up-Armored Armament CarrierM1116 Up-Armored Armament CarrierM1145 Up-Armored Armament CarrierM1151A1 Up-Armored Armament CarrierM1152A1 Up-Armored Cargo/Troop CarrierM1165A1 Up-Armored General Purpose VehicleM1167A1 Up-Armored TOW Carrier |                                                                                                   |                       |
| M1117 Armored Security Vehicle         |                       | Армія (військова поліція)                         | 1 836                 | Командно-штабна машинаБроньована ремонтно-евакуаційна машинаБойова розвідувальна машинаМашина медичної евакуаціїБронетранспортерM1200 Armored Knight |                                                                                                   |                       |
| Бронеавтомобілі                        |                       |                                                   |                       | |                                                                                                   |                       |
| Desert Patrol Vehicle                  |                       | Армія, ВМС (SEAL)                                 | ---                   | ---- | Екстенсивно використовувалися американськими морськими котиками під час операції «Буря в пустелі» |                       |
| Light Strike Vehicle                   |                       | Армія                                             | ---                   | --- |                                                                                                   |                       |
| Chenowth Advanced Light Strike Vehicle |                       | КМП, ВМС (SEAL)                                   | ----                  | |                                                                                                   |                       |
| Ranger Special Operations Vehicle      |                       | Армія                                             | 12                    | ---- | Використовуються виключно 75-м полком рейнджерів                                                  |                       |
| Interim Fast Attack Vehicle            |                       | КМП (Бойова розвідка морської піхоти), ВМС (SEAL) | 157                   | --- |                                                                                                   |                       |
| Growler                                |                       | КМП                                               | --                    | -- | можливо перекидання конвертопланами V-22 Osprey                                                   |                       |
| Броньовані інженерні машини            |                       |                                                   |                       | |                                                                                                   |                       |
| M9                                     |                       | Армія                                             | 447                   | ---- | Бульдозер                                                                                         |                       |
| M60A1 AVLB                             |                       | Армія, КМП                                        | ---                   | M60 AVLBM60A1 AVLB | танковий мостоукладальник                                                                         |                       |
| M88                                    |                       | Армія, КМП                                        | ---                   | M88A2 Hercules | Броньована ремонтно-евакуаційна машина                                                            |                       |
| Caterpillar D7                         |                       | Армія, КМП                                        | ---                   | --- | Бульдозер                                                                                         |                       |
| Caterpillar D9                         |                       | Армія                                             | ---                   | --- | Бульдозер                                                                                         |                       |
| M816 Wrecker                           |                       | Армія                                             | ---                   | ---- | Броньована ремонтно-евакуаційна машина                                                            |                       |
| Chubby                                 |                       | Армія                                             | ----                  | ---- | Машина розмінування; розроблена в ПАР                                                             |                       |
| Самохідна артилерія                    |                       |                                                   |                       | |                                                                                                   |                       |
| Dragon Fire                            |                       | КМП                                               | 66                    | --- |                                                                                                   |                       |
| M109 Paladin                           |                       | Армія                                             | 850                   | M109A6 |                                                                                                   |                       |
| M142 HIMARS                            |                       | Армія, КМП                                        | 500                   | --- |                                                                                                   |                       |
| M270 MLRS                              |                       | Армія                                             | 991                   | M270A1 | Виробництво завершене в 2003                                                                      |                       |
| Самохідні ЗРК                          |                       |                                                   |                       | |                                                                                                   |                       |
| AN/TWQ-1 Avenger                       |                       | Армія                                             | 1 000                 | --- |                                                                                                   |                       |
| MIM-104 Patriot                        |                       | Армія                                             | 1 106 ПУ              | MM-140F (PAC-3) | Використовується як протиракета                                                                   |                       |
| THAAD                                  |                       | Армія                                             | 48                    | --- | протиракета                                                                                       |                       |